# Desmopachria flavida
Desmopachria flavida är en skalbaggsart som beskrevs av Young 1981. Desmopachria flavida ingår i släktet Desmopachria och familjen dykare. Inga underarter finns listade i Catalogue of Life.